# Pseudechinolaena tenuis
Pseudechinolaena tenuis là một loài thực vật có hoa trong họ Hòa thảo. Loài này được Bosser miêu tả khoa học đầu tiên năm 1975.